# Emma Guignard
Emma Guignard (født 2. maj 1989) er en kvindelig australsk håndboldspiller. Hun spiller i Harbourside HC og på Australiens håndboldlandshold, som playmaker. Hun repræsenterede Australien, under VM 2019 i Japan.